# Герман Дессау
Герман Дессау (нім. Hermann Dessau; 6 квітня 1856, Франкфурт-на-Майні — 12 квітня 1931, Берлін) — німецький історик Стародавнього світу та епіграфіст. Відзначився своєю ключовою роботою в галузі текстової критики над Історією Августів, опублікованою у 1889 році, завдяки якій розкрилися підстави вважати, що цей текст давньоримської імперської історії був написаний в умовах, що сильно відрізнялися від тих, що вважали раніше.

## Біографія
Він навчався в Гумбольдтському університеті Берліна як учень Теодора Моммзена. У 1877 році отримав свій докторат від Страсбурзького університету. Від імені Corpus Incripument Latinarum (CIL) він подорожував до Італії та Північної Африки. У 1884 році габілітований як історик у Берліні, де згодом став доцентом (1912) та професором (1917). З 1900 по 1922 рік Герман працював науковим співробітником Прусської академії наук.

## Літературні твори
- Über Zeit und Persönlichkeït der Scriptores historiae Augustae. In: Hermes[de] 24 (1889), S. 337ff., online about Gallica [Архівовано 19 серпня 2018 у Wayback Machine.].
- Inscriptiones Latinae Selectae. 3 vols. in 5 Teilbänden. Weidmann, Berlin, 1892—1916.
- Prosopographia imperii romani saec I. II. III. Edita consilio et avctoritate Academiae scientiarvm regiae borvssicae, 3 volumes, Berolini, apvd Georgivm Reaimervm, 1897-98 (with Elimar Klebs, Paul von Rohden).[4]
- Geschichte der römischen Kaiserzeit. 2 vols. in 3 Teilbänden. Weidmann, Berlin, 1924—1930